# Prezbiter

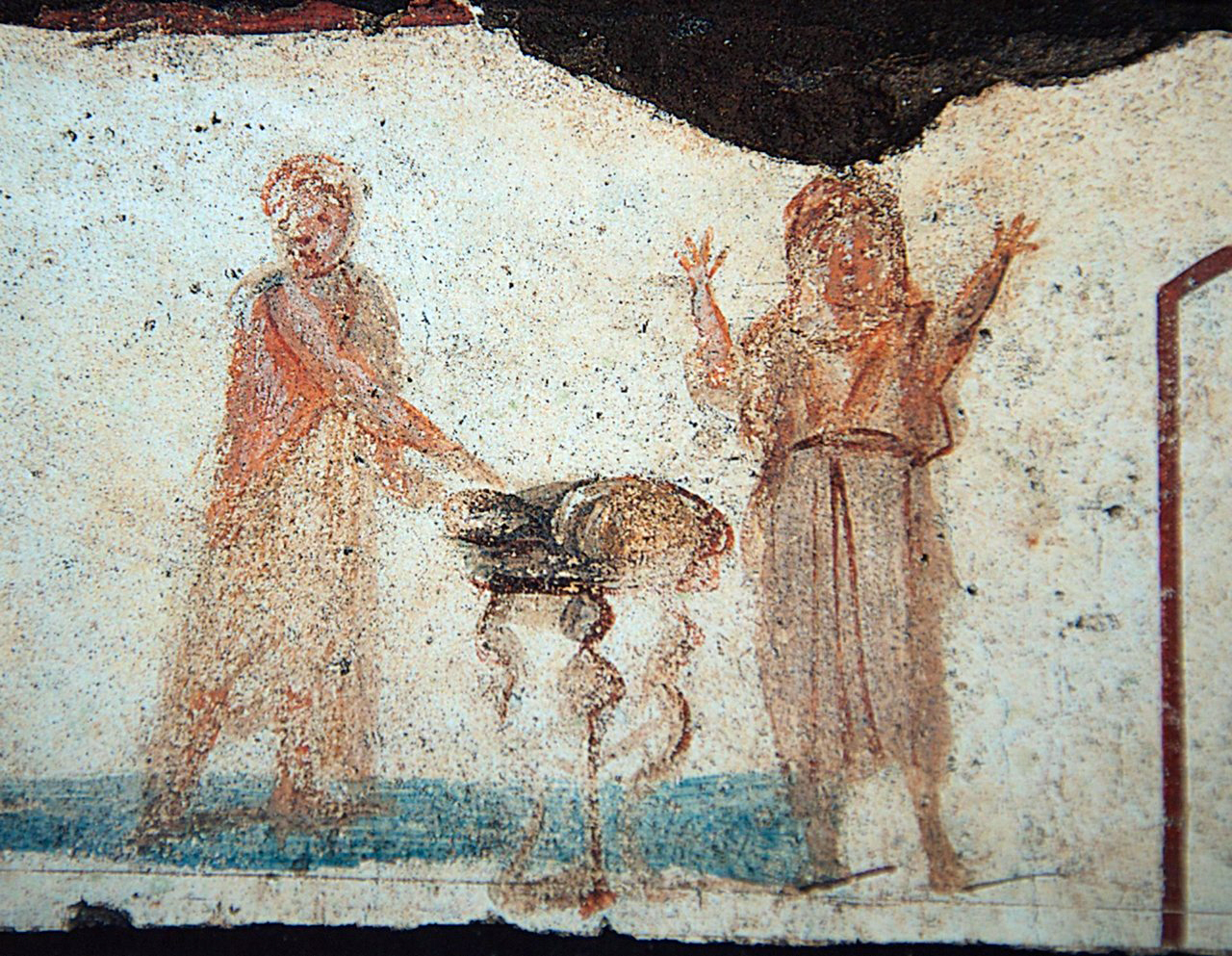
Prezbiter w geście modlitewnym podniesionych rąk zanoszący modlitwę eucharystyczną. Fresk w katakumbach Kaliksta, III w.

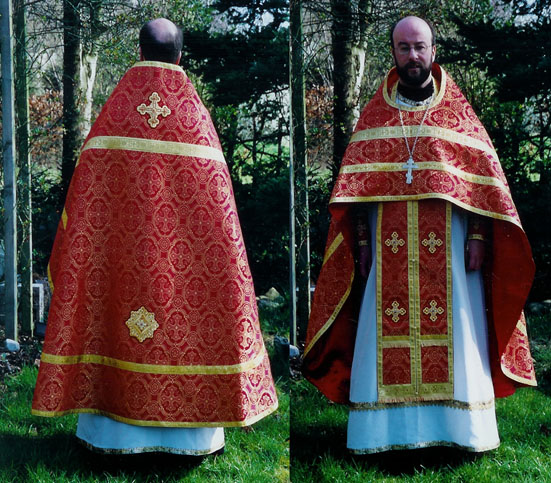
Prawosławny prezbiter w stroju liturgicznym

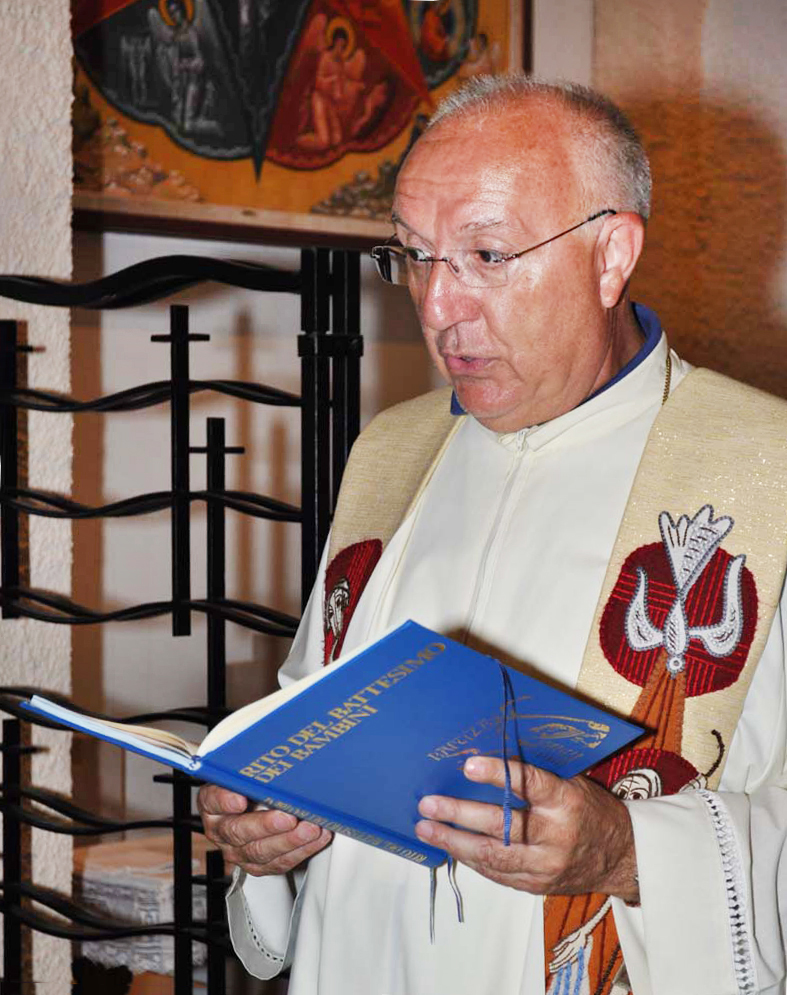
Rzymskokatolicki ksiądz w czasie ceremonii chrztu

Prezbiter (gr. πρεσβύτερος, „starszy”; łac. presbyter) – urząd we wspólnotach chrześcijańskich.
Prezbiterzy stanowią największą liczebnie grupę wśród duchowieństwa hierarchicznego w kościołach, w których hierarchia duchowieństwa występuje – są duchownymi drugiego stopnia, pomocnikami biskupa. Na mocy sukcesji apostolskiej urzędu, prezbiter posiada mandat od apostołów Chrystusa do przewodniczenia życiu i modlitwie Kościoła. W Kościele katolickim, prawosławnym i, pod pewnym względem, także anglikańskim, posługa ta jest zaliczana do sakramentów i jest urzędem kapłańskim.

## Historia
Prezbiterat od początku istnienia Kościoła chrześcijańskiego był kontynuacją urzędu apostolskiego, ustanowionego przez Jezusa Chrystusa. Do śmierci ostatniego z Apostołów, św. Jana w ok. 104 r., posługa prezbiterów miała funkcję pomocniczą w stosunku do posługi apostolskiej. Byli oni uosobieniem władzy pochodzącej od Chrystusa w odniesieniu do wspólnoty kościelnej (por. 2 Kor 3,6).
Dzieje Apostolskie mówią o posłudze prezbiterów w pierwotnym kościele jerozolimskim. Uczestniczyli w soborze jerozolimskim (Dz 15,2), odebrali wsparcie dla kościoła w Jerozolimie wysłane przez inne kościoły (Dz 11,30). Apostołowie ustanawiali ich w kościołach powstających po świecie w wyniku głoszenia Słowa Bożego (Dz 14,23; 20,17; 21,18).

### Korzenie starotestamentalne
Termin „starsi” (gr. πρεσβυτεροι) używany w Kościele apostolskim, nie został przyjęty bez związku z tradycyjną organizacją społeczności Izraela. Za czasów Chrystusa „starsi” stanowili grono przywódców religijnych narodu wybranego. Mówią o nich Ewangelie, np. wtedy, gdy chcąc ukarać kobietę cudzołożną odstąpili ze wstydem od swego zamiaru pod wpływem Jezusa (J 8,9). Ich tradycja, „tradycja starszych” była wzorem dla faryzeuszy i uczonych w Piśmie odnośnie do obmyć rytualnych (Mk 7,3.5). „Starsi” – według zapowiedzi Jezusa – mieli Go odrzucić (Mk 8,31) i, rzeczywiście, stali za Jego aresztowaniem (Mt 26,47; Mk 14,43; Łk 22,52). Następnie prześladowali Kościół w Jerozolimie (Dz 4,5; 6,12).
Już za czasów Mojżesza istnieli „starsi Izraela” (Wj 17,5–6; 19,7), byli przywódcami poszczególnych rodów (Pwt 31,9; Joz 7,6). O „starszych” jest mowa w czasach sędziów (1 Sm 4,3), a także w czasach królów, kiedy przekazali swą władzę Salomonowi (2 Sm 5,3); ich rola widoczna jest przy przenosinach Arki Przymierza (1 Krl 8,1).

### Czasy apostolskie
Prezbiterzy – starsi w Nowym Testamencie byli ustanawiani przez nakładanie rąk (Sakrament święceń). Nie występuje nazwa „kapłan”.
W liście Jakuba mowa jest o starszych (gr. πρεσβυτεροι), którzy mieli być wzywani do chorych, by ich namaszczać (Jk 5,14). Szczególnym źródłem poznania prezbiteratu w okresie apostolskim są Listy św. Pawła. Zadaniem prezbiterów było głoszenie słowa i nauczanie oraz przewodzenie poszczególnym wspólnotom (1 Tm 5,17). Działali jako kolegium. 1. List do Tymoteusza mówi o nałożeniu rąk [kolegium] prezbiterów (gr. πρεσβυτεριον) w czasie święceń, które otrzymał Tymoteusz. Termin presbyterion oznacza właśnie kolegium, zespół prezbiterów (1 Tm 4,14). Przewodniczyli oni Eucharystii. Byli stróżami depozytu wiary i zarządzali lokalną wspólnotą Kościoła (Tt 1,5). Święty Paweł wymienia też cechy moralne „starszego” – ta nazwa wydaje się być dla Apostoła na tyle szeroka, że obejmuje obie posługi, prezbitera i biskupa – winien być gościnny, miłujący dobro, sprawiedliwy, pobożny, powściągliwy, przestrzegający zdrowej nauki apostolskiej, w pełni gotowy do dawania stosownych upomnień. Z kandydowania do tej posługi wykluczały takie wady jak: zarozumiałość, chciwość, skłonność do gniewu, pijaństwo i wszczynanie awantur (Tt 1,7–9; 1 Tm 3,1–7). Kandydaci na prezbiterów nie mogli być powtórnie ożenionymi. Prezbiter winien być „mężem jednej żony” i sprawdzić się w domu jako głowa rodziny, zwłaszcza w wychowywaniu własnych dzieci (Tt 1,5–6).
Historycy chrześcijaństwa przypuszczają, że w I w. każdy kościół lokalny (partykularny) (zbór), posiadał radę starszych, swego rodzaju kolegium prezbiterów (prezbiterium), która nim zarządzała. Na przełomie I i II w. starsi przewodniczący zebraniom kolegium przyjęli tytuł biskupa. Najwcześniejszym świadectwem są Listy Ignacego Antiocheńskiego (30–107). W jego okresie odnajdujemy już jasno wyznaczoną trzystopniową hierarchię w danym kościele lokalnym: jednego biskupa, grupy prezbiterów (prezbiterium), i grupy diakonów (por. List do Magnezjan 2–3).
O posłudze „starszych” pisał także św. Piotr Apostoł. Jego pierwszy list mówi jednocześnie o królewskim kapłaństwie wszystkich wierzących (1 P 2,9; por. Wj 19,5; 23,22), stąd jest dobrym źródłem do zbadania różnic i współzależności między posługą prezbiteratu a kapłaństwem chrześcijan. W piątym rozdziale ukazuje, że „starsi” mają szczególny związek z misterium paschalnym Chrystusa, z Jego Męką i zmartwychwstaniem. Związek ten ukazuje wspólny fundament dla prezbiteratu i kapłaństwa wszystkich chrześcijan (por. 1P 2,4):

Starszych więc, którzy są wśród was, proszę, ja również starszy, a przy tym świadek Chrystusowych cierpień oraz uczestnik tej chwały, która ma się objawić: paście stado Boże, które jest przy was, strzegąc go nie pod przymusem, ale z własnej woli, jak Bóg chce; nie ze względu na niegodziwe zyski, ale z oddaniem; i nie jak ci, którzy ciemiężą gminy, ale jako żywe przykłady dla stada. Kiedy zaś objawi się Najwyższy Pasterz, otrzymacie niewiędnący wieniec chwały. (1 P 5,1–4)

Jak zauważył Albert Vanhoye SI, Piotr odnosi posługę prezbiterów do działania Chrystusa arcypasterza (Najwyższego Pasterza). Po grecku słowo to (archipoímenos) przypomina słowo arcykapłan (archiereús). Piotr używa też słowa epískopein, pochodzącego od epískopos, od którego utworzono słowo biskup. Nazwa prezbiterzy, dosłownie starsi, była używana wcześniej we wspólnotach hebrajskich, które w diasporze mówiły po grecku. Nazwę tę przejęły wspólnoty chrześcijańskie pochodzenia żydowskiego, skąd upowszechniła się w całym chrześcijaństwie. Była używana także w kościołach założonych przez Apostoła Pawła z Tarsu. Oznaczała tam, charakterystycznego dla struktury Kościoła, wyświęconego szafarza. Dzieje Apostolskie kilkakrotnie wspominają, że Paweł i Barnaba ustanowili kilku starszych we wspólnotach przez siebie założonych. Paweł zwołał starszych, gdy przybył do Efezu (Dz 20,17–38). Słowo to występuje w tym znaczeniu w sumie w sześciu Listach Nowego Testamentu.
Klemens Rzymski ok. 95 r. pisał w Liście do Koryntian o sukcesji apostolskiej jako mającej sprzyjać pokojowi w Kościele. Jej pierwowzór odnajdywał w Starym Testamencie. Biskupa można porównać do arcykapłana, a prezbiterów do kapłanów-lewitów, mających szczególny udział w jego posłudze.

### Pierwsze cztery stulecia
Według Joannesa Zizioulasa, począwszy od czasów ojców apostolskich wszystkie zachowane teksty liturgiczne i kanoniczne pierwszych trzech stuleci (np. Tradycja apostolska Hipolita i syryjskie Didascalia Apostolorum) świadczą, że w odniesieniu do celebracji eucharystycznych zadaniem prezbiterów było jedynie asystowanie biskupowi, który był właściwym i wyłącznym przewodniczącym Eucharystii. I dlatego z początku jedynie biskup był nazywany hiereus lub sacerdos w nawiązaniu do arcykapłańskiego tytułu Jezusa. Zizioulas zwrócił uwagę na modlitwę święceń prezbiteratu zawartą we fragmencie Tradycji Hipolita:

Modlitwa przeznaczona do święcenia prezbiterów podawana przez Tradycję Apostolską (Hipolita), w przeciwieństwie do przeznaczonej do święcenia biskupów, nie wie nic o prawie prezbiterów do ofiarowania Eucharystii. Zamiast tej funkcji, kandydat, którego święcenia włączają do grona pezbiterów, otrzymuje charyzmat: (a) do rządzenia ludem Bożym z czystym sercem, jako kontynuację pracy starszych (prezbiterów) Starego Testamentu wybranych przez Mojżesza, oraz (b) nauczania i napominania ludu. Rzeczywiście, prezbiterzy początkowo jawią się jako doradcy biskupa w administracji i tworzą radę Biskupią (synedrion).

Radykalną zmianę – zauważa Zizioulas – obserwuje się w tekstach pochodzących z IV w., m.in. także w późniejszych, przeredagowanych wydaniach Tradycji Hipolita, zwanych Kanonami Hipolita czy w ósmej księdze Konstytucji apostolskich. W tym czasie pojawia się pogląd, że biskup różni się od prezbitera jedynie w prawie do udzielania święceń. Podobnie wypowiadają się Hieronim i Jan Chryzostom
Dopiero też na przełomie III i IV w. prezbiterów zaczęto nazywać kapłanami.

## Prezbiter w katolicyzmie

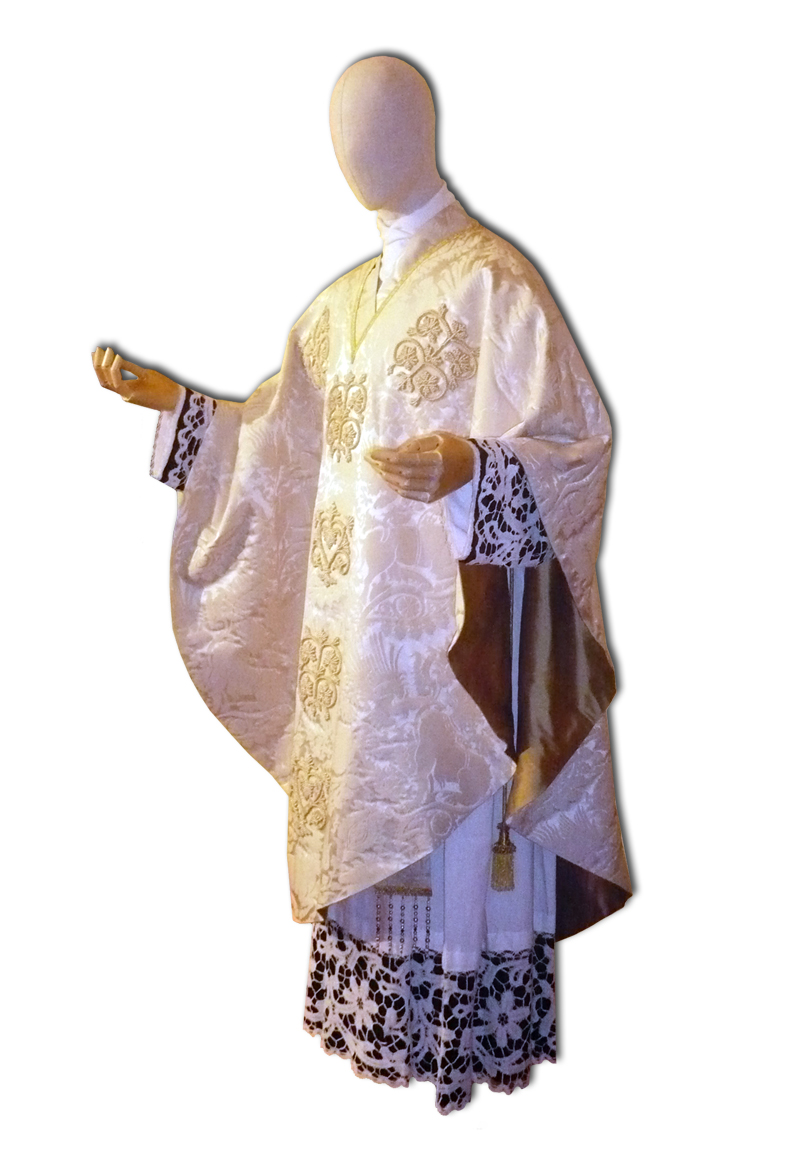
Zwykłym strojem liturgicznym prezbitera podkreślającym jego urząd w liturgii jest stuła przewieszona przez szyję oraz ornat (OWMR 336, 340)

Herb prezbitera (na taśmie pod tarczą znajduje się dewiza)

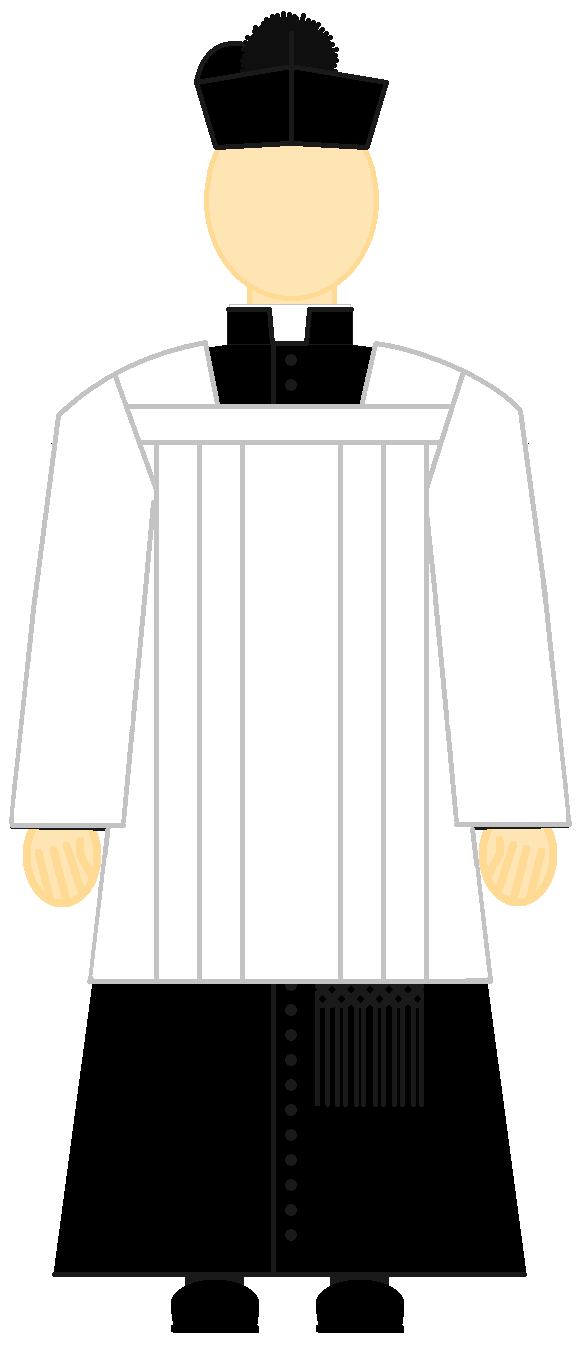
Strój chórowy prezbitera

W Kościele katolickim prezbiterat jest hierarchicznym stopniem święceń wyższym od diakonatu, a niższym od episkopatu.
Po II soborze watykańskim – na wzór starożytny – przywrócono udział prezbiterium, czyli ogółu prezbiterów w zarządzaniu kościołem partykularnym (diecezją). Prezbiterium nie wykonuje jednak tego uprawnienia bezpośrednio, lecz za pośrednictwem reprezentującego je organu – rady prezbiterialnej (łac. consilium presbyteriale), zwanej w Polsce radą kapłańską. Według Kodeksu Prawa Kanonicznego biskup diecezjalny jest przewodniczącym rady kapłańskiej. Część teologów, historyków kościoła i kanonistów uważa, że biskup jest nie tylko przewodniczącym prezbiterium, ale też wchodzi w jego skład jako członek. Jest więc w pewnym sensie także prezbiterem, tyle że najważniejszym i posiadającym od przełomu I i II w. odmienny tytuł od pozostałych prezbiterów, wynikający z sakry. (Jeszcze apostoł Piotr w pierwszym wieku używał tytułu sumbresbyteros, czyli współstarszy, współprezbiter, a Tymoteusz był ustanawiany biskupem przez włożenie rąk apostoła Pawła i kolegium prezbiterów. Odległym tego echem jest wkładanie rąk na przyjmującego święcenia prezbiteratu nie tylko przez biskupa, ale także przez prezbiterów).

### Nauczanie Magisterium Kościoła
Według Katechizmu Kościoła Katolickiego, podstawowym zadaniem prezbiterów jest posługa kapłaństwu wspólnemu wiernych świeckich, poprzez gromadzenie ich w Kościele – Ciele Chrystusa i umożliwianie rozwoju łaski ich chrztu:

Podczas gdy kapłaństwo wspólne wiernych urzeczywistnia się przez rozwój łaski chrztu, przez życie wiarą, nadzieją i miłością, przez życie według Ducha, to kapłaństwo urzędowe służy kapłaństwu wspólnemu. Przyczynia się ono do rozwoju łaski chrztu wszystkich chrześcijan. Jest ono jednym ze środków, przez które Chrystus nieustannie buduje i prowadzi swój Kościół. Dlatego przekazuje się je przez osobny sakrament, a mianowicie sakrament święceń. (KKK 1547)

Ponieważ Kościół najbardziej buduje się przez Eucharystię, podstawową posługą prezbiterów jest przewodniczenie celebracjom eucharystycznym (KKK 1566). Jednak, by wierni mogli owocnie uczestniczyć w Eucharystii, niezbędne jest ich wzrastanie w wierze. Dlatego, zgodnie z odnowioną wizją prezbiteratu przez II sobór watykański, równie ważnym zadaniem prezbitera jest głoszenie słowa Bożego i gromadzenie tych, którzy z wiarą przyjmują to słowo.
Te dwa, nieraz wcześniej przeciwstawiane, ujęcia roli księdza: z jednej strony jego konsekracja do sprawowania kultu Bożego i adoracji Boga, z drugiej strony jego misja ewangelizacji świata zostały pojednane w dekrecie II soboru watykańskiego o prezbiterach Presbyterorum ordinis (1965). Dekret pokazuje, wpisując się w eklezjologię soboru, że obydwa wymiary są ważne i uzupełniają się. Są one bowiem przedłużeniem, we współpracy z biskupami, misji Apostołów (por. PO 1 i 10). Zarówno posługa Słowa Bożego, jak i przewodniczenie celebracji eucharystycznej było w sercu urzędu i misji apostolskiej i są nadal w centrum prezbiteratu (por PO 3 i 4). Dokument przywrócił też świadomość przyporządkowania prezbiteratu posłudze biskupów, jako stanu podporządkowanego. Natura podporządkowania stanu prezbiterów była zaciemniona w teologii scholastycznej, która akcentowała powiązanie zarówno prezbitera, jak i biskupa z władzą sprawowania eucharystii, bez właściwego rozróżnienia stanów.
Dekret o posłudze i życiu prezbiterów Presbiterorum ordinis wiąże misję księży z centralnym pojęciem chrześcijaństwa, którym jest Dobra Nowina, nazywana też Ewangelią. Przepowiadanie Dobrej Nowiny jest swego rodzaju terminem technicznym, specyficznym dla teologii chrześcijańskiej, która rozumie go jako propagowanie przyjęcia duchowej mocy, płynącej od ukrzyżowanego i zmartwychwstałego Jezusa Chrystusa, a wraz z nią odnowionej, po zepsuciu przez grzech pierworodny, natury ludzkiej. Rozgłaszanie tego duchowego wydarzenia i tajemnicy oraz włączanie w nie ludzi jest przez dekret ukazane jako główna misja prezbiterów:

Lud Boży jednoczy się przez słowo Boga żywego, wymagane z całą słusznością z ust kapłanów. Ponieważ zaś nikt nie może być zbawionym jeśli by wpierw nie uwierzył, prezbiterzy, jako współpracownicy biskupów, mają przede wszystkim obowiązek opowiadania wszystkim Ewangelii Bożej, aby wypełniając nakaz Pana: Idąc na cały świat, głoście Ewangelię wszelkiemu stworzeniu” (Mk 16,15), tworzyli i pomnażali Lud Boży. Przez zbawcze bowiem słowo rodzi się wiara w sercach niewierzących, a w sercach wierzących rozwija; dzięki niej powstaje i wzrasta wspólnota wiernych, według słów Apostoła: „Wiara ze słuchania, a słuchanie przez słowo Chrystusowe” (Rz 10,17) /Presbyterorum ordinis 4/.

Według dekretu, głoszenie słowa Bożego, od którego zaczyna się posługa prezbiterów, otrzymuje swą moc z Eucharystii i do niej prowadzi (Presbyterorum ordinis 2). Sprawowanie tego sakramentu należy więc do najważniejszych zadań prezbitera, aby wierni stali się ciałem tak wielkiej Głowy (por. Kol 1,18).
Również Konstytucja Lumen gentium w punkcie 11 stwierdza, że prezbiterzy ustanawiani są w imię Chrystusa, aby karmili Kościół słowem i łaską Bożą.

### Prezbiterat w prawie kanonicznym
Prawo kanoniczne Kościoła reguluje posługę prezbiterów w kościele wiążąc ich ściśle z biskupami, by wypełniali powierzone przez niego zadania w diecezji (KPK 274, § 2). Do tego nawiązują znaki sakramentu święceń, którymi są: gest nałożenia rąk przez biskupa oraz przysięga wierności biskupowi (KKK 1567, 1568).

#### Zadania i obowiązki
Zadaniem prezbitera, według Kodeksu, jest budowanie, we współpracy ze świeckimi, Kościoła określonego mianem Ciała Chrystusa (por. 1 Kor 12,1–31). Mówi o tym kanon 275:

§ 1. Wszyscy duchowni, zwłaszcza że podejmują to samo dzieło, mianowicie budowanie Chrystusowego Ciała, winni być złączeni ze sobą węzłem braterstwa i modlitwy oraz współpracować między sobą, według przepisów prawa partykularnego.

Kanon w drugim paragrafie wskazuje też, że prezbiter winien dostrzec, że w Kościele są też inne posługi, wykonywane przez świeckich. Prezbiter ma te posługi aktywnie wspierać:

§ 2. Duchowni powinni uznać i popierać misję, jaką świeccy, każdy według swojej roli, wykonują w Kościele i świecie.

Prezbiterzy, zgodnie z prawem kanonicznym, mają wzrastać w świętości, mają posilać swoje duchowe życie z podwójnego stołu: Pisma świętego i Eucharystii; codziennie sprawować Eucharystię i liturgię godzin, odprawiać osobiste rekolekcje, regularnie prowadzić modlitwę myślną, często przystępować do sakramentu pokuty, mieć szczególne nabożeństwo do Bogurodzicy Dziewicy. Prawo zachęca też, by praktykowali inne powszechne i partykularne środki uświęcenia (kan. 276 § 2 p.1–5).
Prezbiterzy mają dbać o stały rozwój intelektualny, czyli kontynuować studia teologiczne (kan. 279 § 1).
W obrządku rzymskim prezbiterzy mają zachowywać wstrzemięźliwość, czyli celibat:

Kan. 277 – § 1. Duchowni obowiązani są zachować ze względu na Królestwo niebieskie doskonałą i wieczystą wstrzemięźliwość; i dlatego zobowiązani są do celibatu, który jest szczególnym darem Bożym, dzięki któremu święci szafarze mogą niepodzielnym sercem łatwiej złączyć się z Chrystusem, a także swobodniej oddać się służbie Bogu i ludziom.

Każdy duchowny powinien być inkardynowany do jakiegoś Kościoła partykularnego, któremu przewodzi biskup diecezjalny (KPK 265).
Prezbiter ma obowiązek rezydowania w diecezji w miejscu wyznaczonym przez biskupa. Ma jednak prawo opuszczać diecezję, zwłaszcza w czasie należnych i wystarczających corocznych wakacji (kan. 283).
Prawo mówi o też odpowiednim wynagrodzeniu prezbitera, potrzebnym, by zaspokoić potrzeby życiowe:

Wypełniając kościelną posługę, duchowni zasługują na wynagrodzenie odpowiednie ich pozycji, z uwzględnieniem zarówno natury ich zadania, jak również okoliczności miejsca i czasu, dzięki któremu mogliby zaspokoić potrzeby własnego życia, a także wynagrodzić tych, których pomocy potrzebują.(Kanon 281 § 1)

Zachęca też, by z dóbr, które im przypadły z racji wykonywania kościelnego urzędu, to, co im zbywa po zapewnieniu godziwego utrzymania i wypełnieniu wszystkich obowiązków własnego stanu, niech zechcą przeznaczyć na dobro Kościoła i dzieła miłości. (kan 282 § 2)
Podstawowym, przysługującym na podstawie prawa kanonicznego wynagrodzeniem prezbitera jest stypendium mszalne (kan. 945). Pozostałe formy wynagrodzenia pieniężnego dla prezbitera zależne są od decyzji biskupa (kan. 531; 951 § 1).

#### Funkcje świeckie
Zgodnie z kan. 287 § 2. prezbiterowi nie wolno należeć do partii politycznych i związków zawodowych, chyba że – zdaniem kompetentnej władzy kościelnej – będzie wymagała tego obrona praw Kościoła lub rozwój dobra wspólnego.
Nie powinien dobrowolnie wcielać się do wojska (kan. 289 § 1).
Prezbiterom zabrania się sprawowania funkcji publicznych związanych z działalnością świecką, mówi o tym kan. 285:

§ 3. Duchownym zabrania się przyjmowania publicznych urzędów, z którymi łączy się udział w wykonywaniu władzy świeckiej.

Zgodnie z § 4 kanonu 285 bez zgody biskupa nie wolno również zarządzać majątkiem należącym do świeckich lub do świeckich urzędów, z którymi łączy się obowiązek składania rachunków, czyli rozliczeń podatkowych. Zgodę na taki zarząd może jednak wydać biskup.

#### Udzielanie święceń
Prezbiterem może zostać wyłącznie ochrzczony mężczyzna (Kan. 1024). Ponadto kandydat ma mieć co najmniej 25 lat (kan. 1031) i ma być bierzmowany (kan 1033). Przygotowanie do bycia prezbiterem odbywa się zazwyczaj w seminarium duchownym (kan. 235 § 1.).
Kanon 1015 mówi o tym, że kandydat na prezbitera ma być wyświęcony przez własnego biskupa, albo przez innego biskupa na podstawie tzw. dymisoriów, czyli dokumentu polecającego święcenia, wystawionego przez własnego biskupa lub ordynariusza, którym w przypadku osób zakonnych, będzie przełożony prowincji zakonnej (prowincjał):

§ 1. Każdy kandydat do prezbiteratu i diakonatu powinien być wyświęcony przez własnego biskupa albo na podstawie dymisoriów udzielonych przez niego zgodnie z prawem.
§ 2. Własny biskup, jeśli nie zachodzi uzasadniona przeszkoda, powinien osobiście wyświęcać swoich podwładnych. Jednakże należącego do obrządku wschodniego nie może godziwie wyświęcić bez apostolskiego indultu.
§ 3. Kto może wystawić dymisorie do przyjęcia święceń, może również sam osobiście święceń udzielić, jeśli ma sakrę biskupią.

Prezbiter podlega wyłącznie władzy biskupa diecezji, który udzielił mu święceń, natomiast biskup nie może udzielić święceń nikomu, kto nie chce być mu podległy (np. pochodzi z innej diecezji, w której chce pracować) (kan. 265; kan. 1015 § 1; kan. 1016). Wyjątek stanowią odrębne, pisemne umowy między biskupami lub biskupem a zgromadzeniem zakonnym (dymisorie) (kan. 266 § 2,3; kan. 268; kan. 1017; kan. 1019). Po otrzymaniu święceń prezbiter może zmienić swoją diecezję pracy wyłącznie na podstawie dokumentów umowy pomiędzy biskupami (inkardynacja) (kan. 267, kan. 271 § 1).
Decyzja o udzieleniu święceń prezbiteratu należy do biskupa. Prawo kanoniczne od czasów soboru trydenckiego oczekuje od prezbiterów, oprócz predyspozycji moralnych, również intelektualnych. Mówi o tym kan. 1029:

Do święceń należy dopuszczać jedynie tych, którzy – według roztropnej oceny własnego biskupa albo kompetentnego przełożonego wyższego – po rozważeniu wszystkich okoliczności, mają nieskażoną wiarę, kierują się prawidłową intencją, posiadają wymaganą wiedzę, cieszą się dobrą opinią, mają nienaganne obyczaje, wypróbowane cnoty, jak również inne przymioty fizyczne i psychiczne, odpowiadające przyjmowanemu święceniu.

W tradycji łacińskiej przyjętą zasadą i wymogiem jest bezżenność prezbiterów, podczas gdy tradycje wschodnie nie nakładają takiego zobowiązania. Inne konieczne wymagania do zostania prezbiterem to konieczność bierzmowania i ukończenia dwudziestego piątego roku życia.
Prezbiter jest zwykłym szafarzem Eucharystii (kan. 900 § 1). Za zgodą biskupa ma prawo do głoszenia w czasie mszy kazań i homilii (kan. 764) oraz do katechizacji (misja kanoniczna) (kan. 774 § 1; kan. 775 § 1). Zwykłym strojem liturgicznym prezbitera podkreślającym jego urząd w liturgii jest alba, cingulum, stuła przewieszona przez szyję oraz ornat (OWMR 336, 340).
Na polecenie biskupa prezbiter może być szafarzem bierzmowania.
Na mocy święceń jest szafarzem chrztu, namaszczenia chorych oraz sakramentu pojednania. Jest urzędowym świadkiem małżonków w czasie zawierania przez nich sakramentu małżeństwa. Również na mocy swego urzędu kapłańskiego prezbiter jest szafarzem sakramentaliów. Egzorcyzmy wolno jednak prezbiterowi sprawować wyłącznie na polecenie lub za zgodą biskupa (kan. 1172).
Święcenia prezbiteratu nigdy nie tracą swej ważności, jednak wyrok Stolicy Apostolskiej może prezbitera wykluczyć ze stanu duchownego (→ kara kościelna). Wykluczenie z duchowieństwa nie zwalnia celibatariusza od zachowania bezżeństwa. Dyspensy od celibatu udziela w oddzielnym procesie papież. Prezbiter wykluczony ze swojego stanu nie może ponownie do niego powrócić, chyba że stosownej zgody udzieli mu Stolica Apostolska (por. Kan 290–293).
Prezbiterzy stanowią najliczniejszą grupę katolickiego duchowieństwa, obok biskupów i diakonów.

### Postulat dopuszczenia kobiet do prezbiteratu
W dwudziestym wieku, zwłaszcza po II soborze watykańskim, zaczęły podnosić się głosy w Kościele katolickim, by funkcję prezbitera mogły pełnić także kobiety. Był to postulat głównie progresywnych katolickich feministek. Inspiracją było zezwolenie na pełnienie funkcji pastora w niektórych wspólnotach tradycji reformacyjnej.
Papież i Stolica Apostolska zabierali kilkakrotnie głos w tej sprawie, deklarując, że Kościół nie jest władny zmienić woli samego Chrystusa, który pozostawiając prezbiterat dla mężczyzn nie kierował się ani żadnymi uprzedzeniami do kobiet, ani zwyczajami społecznymi, lecz racjami teologicznymi:

Chrystus tak właśnie postanowił, nadając Kościołowi jego podstawową strukturę i jego antropologię teologiczną, zawsze zachowywaną przez Tradycję Kościoła

Za Pawła VI wydano na ten temat deklarację Inter insignores (1976), Jan Paweł II pisał o tym w liście Ordinatio sacerdotalis (1994), a także wcześniej w liście o godności kobiet Mulieris dignitatem (1988).

#### Argumenty deklaracjiInter insignores
W 1976 r. Kongregacja Nauki Wiary wydała deklarację Inter insignores podpisaną przez jej ówczesnego prefekta kard. Franjo Šepera. Przedstawiono w niej obszerną analizę historyczną i teologiczną dotyczącą tego zagadnienia. Deklaracja we wstępie podkreśla, że postulat udzielania prezbiteratu kobietom wśród kwestii poruszanych przez teologię chrześcijańską pojawił się po raz pierwszy w XX w. W pierwszych wiekach chrześcijaństwa, niektóre sekty, zwłaszcza gnostyckie zaczęły powierzać kobietom posługę kapłańską, ale Ojcowie Kościoła od razu potępili taką nowatorską praktykę. W kanonach kościołów antiocheńskiego i egipskiego jasno stwierdzano, że tylko mężczyznom udziela się święceń i powierza posługę prezbiterów, by wiernie zachować wzór, jakiego chciał Jezus Chrystus i jaki ściśle zachowali Apostołowie. Jezus Chrystus nie powołał żadnej kobiety do grona Dwunastu, mimo że w Jego postawie wobec kobiet zupełnie nie było tego dystansu, który panował w ówczesnych zwyczajach. Widać to np. w Jego rozmowie z Samarytanką przy studni Jakuba (J 4). Kobiety towarzyszyły Chrystusowi w Jego wędrówkach, w czasie których głosił Królestwo Boże:

Maria, zwana Magdaleną, którą opuściło siedem złych duchów, Joanna, żona Chuzy, zarządcy Heroda; Zuzanna i wiele innych, które im usługiwały ze swego mienia (Łk 8, 2–3)

Także Maria nie została włączona do posługi apostolskiej, mimo iż tak ściśle była związana, jako matka, z misją Jezusa, co podkreślają Ewangelie Łukasza i Jana.
W Kościele pierwotnym w dniu Pięćdziesiątnicy wszyscy modlili się razem zarówno mężczyźni, jak i kobiety, i wszyscy zostali napełnieni Duchem Świętym (por. Dz 2, 1; 1, 14). Jednak tylko Piotr razem z jedenastoma przepowiadał, wyjaśniając proroctwa (Dz 2, 14). Także, gdy Kościół zaczął działać wśród pogan, w środowisku greckim, które znało posługę kobiet-kapłanek, mimo rezygnacji z przepisów Prawa Mojżeszowego, nie doszło do udzielania święceń kobietom. Niektóre z nich współpracowały z Pawłem w głoszeniu słowa (por. Dz 16, 1; 18, 26), jednak Apostoł nigdy nie powierzał im wykonywania posługi w sposób publiczny i urzędowy: zostało to związane jedynie z posłaniem apostolskim.
W piątym rozdziale deklaracji ukazana została posługa prezbitera w odniesieniu do misterium Chrystusa:

Ponieważ w Eucharystii należy w sposób sakramentalny wyrazić działanie Chrystusa, dlatego trzeba pamiętać o tym, że nie byłoby tego podobieństwa naturalnego, jakie powinno zachodzić między Chrystusem i Jego kapłanem, gdyby nie był on mężczyzną; w takiej sytuacji trudno byłoby dostrzec w kapłanie obraz Chrystusa. Chrystus bowiem był i pozostaje mężczyzną.

Chrystus i Kościół kontynuują relację, jaką już w Starym Przymierzu Bóg miał z Izraelem, którą prorocy opisywali, porównując do miłości i wierności małżeńskiej.

Temat zaślubin jest obecny w Listach św. Pawła (por. 2 Kor 11, 2; Ef 5, 22–23) i pismach św. Jana (głównie J 3, 29; Ap 19, 7.9). Spotykamy się z nim także w Ewangeliach synoptycznych; bowiem jak długo mają pośród siebie Oblubieńca, nie mogą pościć Jego przyjaciele (por. Mk 2, 19); Królestwo niebieskie podobne jest do króla, który wyprawił ucztę weselną swojemu synowi (Mt 22, 1–14). W takiej właśnie symbolicznej mowie Pisma Świętego, w której mężczyzna i kobieta są przedstawiani w ich najbardziej głębokim związku, zostało nam objawione Misterium Boga i Chrystusa.
Nigdy więc nie należy pomijać milczeniem faktu, że Chrystus jest mężczyzną. Z tej jednak racji, nie chcąc negować znaczenia wspomnianej wyżej symboliki ekonomii zbawienia, trzeba przyjąć, że w tych czynnościach, które wymagają Święceń i w których jest reprezentowany sam Chrystus, sprawca Przymierza, Oblubieniec i Głowa Kościoła, dokonujący dzieła zbawienia, co w sposób najwyraźniejszy ma miejsce w sprawowaniu Eucharystii, wszędzie tam w Jego zastępstwie (takie jest bowiem pierwotne znaczenie słowa osoba) powinien działać mężczyzna.

#### Stanowisko kobiet-teologów
Wyrazicielką kobiet, które uznają racje wyrażone w oficjalnym nauczaniu Kościoła, jest profesor dogmatyki w Seminarium św. Józefa w Nowym Jorku, Sarah Butler. Według niej racją teologiczną jest fakt antropologiczny, że prezbiterat jest dla Kościoła sakramentem-znakiem obecności Chrystusa-oblubieńca. Stąd, z natury, kobiety nie są dysponowane do podjęcia tej roli.
Wśród teolożek, które nie akceptują orzeczeń papieskich, niektóre radykalniejsze feministki postulują tzw. „biologiczną rewolucję”. Stwierdzają, że kwestia podziału ról ze względu na płeć we współczesnej cywilizacji atlantyckiej już się przedawniła. Takie pojęcia jak oblubieniec i oblubienica powinny zostać odłożone do lamusa. Kari E. Børresen, skandynawska teolog jest zdania, że należą one do epoki patriarchalnej:

Kiedy kontekst się zmienia, jak ma to miejsce w przypadku cywilizacji atlantyckiej, istniejące symbole tracą swoją zdolność oznaczania i trzeba je stworzyć na nowo. Dotyczy to przede wszystkim posługiwania się typologią: relacja ontologiczna między Bogiem i ludzkością nie może już być w sposób adekwatny ukazywana za pomocą symboliki oblubieńczej. Zastosowanie hierarchii ról spełnianych przez płeć męską i żeńską do porządku zbawienia, poprzez przypisywanie Chrystusowi symbolicznej funkcji męskiej wobec Kościoła, określanego jako jego poddana mu oblubienica, traci swe znaczenie i staje się niezrozumiałe poza kontekstem patriarchalnym.

Jednak, według prof. Sary Butler, obserwuje się nowy trend w teologii feministycznej. Rezygnuje się obecnie z domagania się wprowadzenia kapłaństwa kobiet, na rzecz „reformy” Kościoła tak, by był „wspólnotą uczniów w równości” („discipleship of equals”), gdzie już nie ma klasycznie rozumianej hierarchii kościelnej. W latach 80. podobną wizję posług w Kościele promował w swych książkach, The Ministry in the Church (1980) oraz The Church with a Human Face (Kościół z ludzką twarzą) (1985), holenderski dominikanin Edward Schillebeeckx. Kongregacja Nauki Wiary uznała jego nauczanie za odejście od katolickiej doktryny na rzecz protestantyzmu.

### Celibat prezbiterów
Nowożytne badania nad rozwojem i dziejami celibatu prezbiterów mają swoją własną historię. Według encykliki Pawła VI o celibacie kapłańskim n.5, badania ożywiły się szczególnie w XX w. Poszczególni historycy różnią się w interpretacjach tych samych dokumentów-świadectw z pierwszych wieków Kościoła. Wyróżnia się dwie grupy uczonych. Jedni twierdzą, że celibat – od łacińskiego słowa coelebs (bezżenny) – miał swój zalążek już w Kościele czasów Apostołów, jako bezżenność dla Królestwa (por. Mt 19,12) i rozwijał się stopniowo, aby przybrać obecną formę. Tak np. Chr. Cochini, R. Cholij, oraz S. Heid. Inni uważają, że celibat prezbiterów jest sprawą rozpowszechniania się w Kościele łacińskim tendencji przeciwnych seksualności, negujących możliwość uświęcenia pożycia seksualnego. Tak twierdzą np. R. Gryson, J. P. Audet i in.

## Prezbiter w Kościołach protestanckich

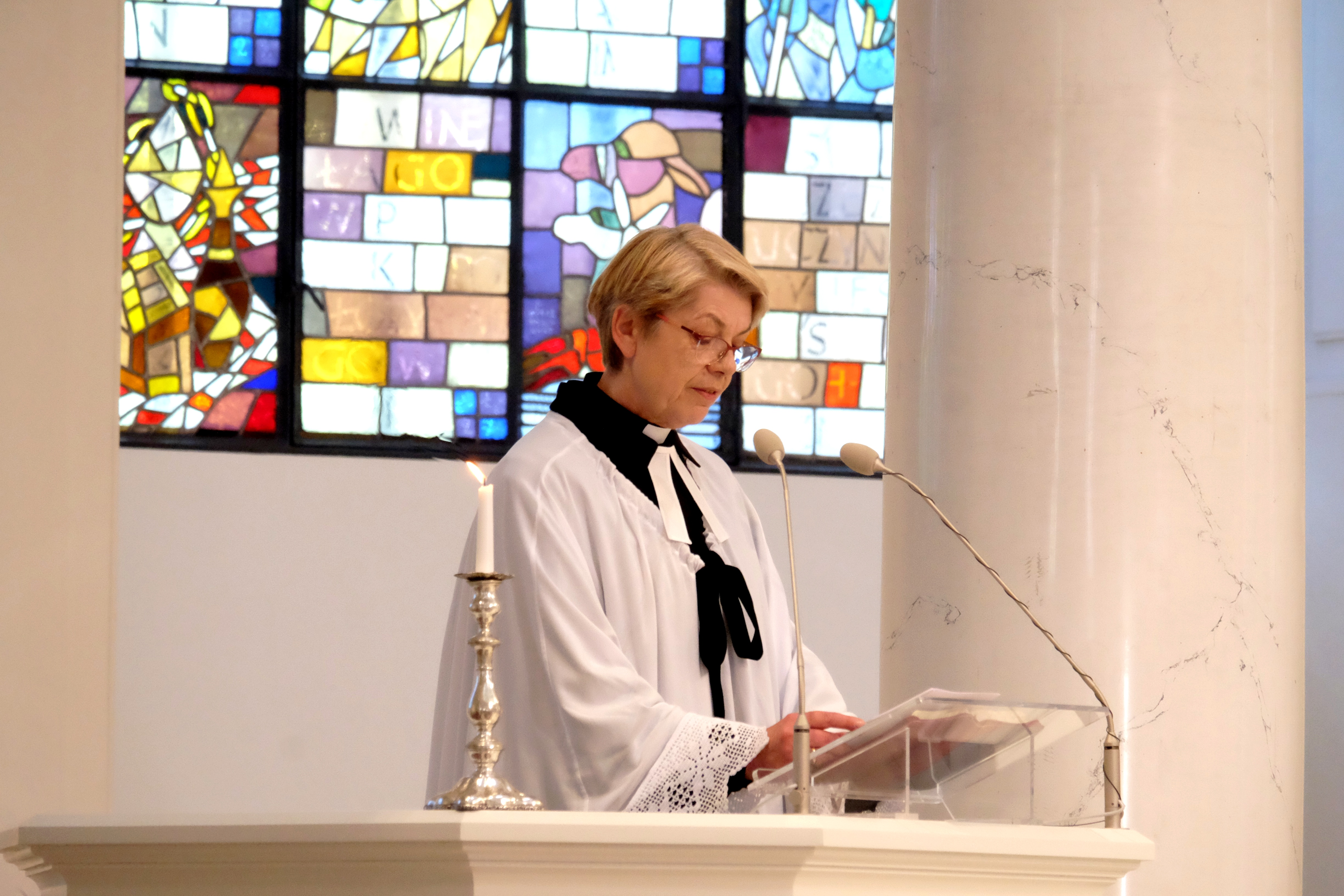
Prezbiterka Kościoła Ewangelicko-Augsburskiego w RP, ksiądz Halina Radacz, w trakcie przemówienia (kazania) ordynacyjnego w kościele Świętej Trójcy w Warszawie w dniu 7 maja 2022 roku

Kapłaństwo w protestantyzmie nie jest sakramentem, lecz sprawowanym na mocy powołania urzędem posługi w Kościele. Uznając biblijną naukę o powszechnym kapłaństwie wszystkich wierzących powołanych poprzez Chrzest Święty, Kościół powołuje tych, którzy w zgromadzeniu wierzących sprawować mają to kapłaństwo w sposób szczególny przez posługę Słowa i Sakramentów.
Urząd duchowny, rozumiany jako całość, wykonuje różne posługi: biskupa, prezbitera, diakona. Powołanie na każdy z trzech stopni urzędu duchownego następuje przez osobne wyświęcenie, czyli ordynację (diakon, prezbiter) lub konsekrację (biskup). W odróżnieniu od Kościoła rzymskokatolickiego pomiędzy tymi trzema stopniami urzędu duchownego w protestantyzmie zachodzi jednak hierarchiczne podporządkowanie (w pionie), lecz jedynie różnica w zakresie przyznanych kompetencji (w poziomie) – tzw. „władza kluczy”. Urzędu duchownego w protestantyzmie można kogoś pozbawić bądź z niego zrezygnować.
W wielu przekładach Nowego Testamentu nadal używane jest określenie „starsi”. Określenie to miało wskazywać głównie na bardziej doświadczonych i poświęcających się „w służbie dla Pana” pasterzy zboru. Przemawiają za tym wersety z MT 18:15-16, 1 Tym 3:1-13, w których wskazano na godnych zaufania i doświadczonych mężczyzn w zborze, którzy mieli pełnić posługę z czystych pobudek, nie dla „chwały”, będąc jednocześnie wyznaczanymi przez apostołów „sługami wszystkich”.
Określenie „starsi” przyjęło się wg pierwowzoru w wielu kościołach i wyznaniach protestanckich i ewangelicznych.
Niektóre Kościoły protestanckie na określenie stanowiska zwierzchnika diecezji (biskupa diecezji) lub Kościoła krajowego (biskupa Kościoła) używają tytułu senior diecezji i superintendent. Np. zwierzchnik Kościoła Ewangelicko-Reformowanego w RP pełni stanowisko superintendenta z tytułem biskupa.
Część Kościołów protestanckich ordynuje na urząd duchownego także kobiety. Takie ordynacje mają miejsce także w Polsce. Np. w Kościele Ewangelicko-Metodystycznym w RP są ordynacje diakonackie i prezbiterskie. Na Zachodzie Europy są znane też konsekracje biskupie.
Duchowni (i duchowne) ewangeliccy od czasów reformacji mają prawo zawierać związki małżeńskie, mogą jednak ponieść konsekwencje na swoim urzędzie w przypadku rozwodu.